# Gabe Gauthier
Gabe Gauthier (* 20. Januar 1984 in Torrance, Kalifornien) ist ein ehemaliger US-amerikanischer Eishockeyspieler, der im Verlauf seiner aktiven Karriere zwischen 1999 und 2013 unter anderem 309 Spiele in der American Hockey League (AHL) auf der Position des Centers bestritten hat. Darüber hinaus absolvierte Gauthier acht Partien für die Los Angeles Kings in der National Hockey League (NHL) und war eine Spielzeit für die Augsburger Panther in der Deutschen Eishockey Liga (DEL) aktiv.

## Karriere
Gabe Gauthier begann seine Karriere als Eishockeyspieler bei den Chilliwack Chiefs, für die er von 1999 bis 2002 in der kanadischen Juniorenliga British Columbia Hockey League (BCHL) aktiv war. Anschließend besuchte er von 2002 bis 2006 die University of Denver, für deren Eishockeymannschaft er parallel in der National Collegiate Athletic Association (NCAA) spielte. Mit der Mannschaft gewann er in den Jahren 2004 und 2005 die nationale Collegemeisterschaft der NCAA sowie 2005 zudem die Meisterschaft der Western Collegiate Hockey Association (WCHA).
Von 2006 bis 2010 lief der Center für die Manchester Monarchs in der American Hockey League (AHL) auf und nahm 2008 am AHL All-Star Classic teil. Im selben Zeitraum kam er zudem zu acht Einsätzen für deren Kooperationspartner Los Angeles Kings in der National Hockey League (NHL). Zum Beginn der Spielzeit 2010/11 war der Stürmer für die Victoria Salmon Kings in der ECHL aktiv, kehrte jedoch über einen Probevertrag nach kurzer Zeit in die AHL zurück, wo er bis Ende Dezember 2010 für die Syracuse Crunch auflief. Er kam jedoch im Saisonverlauf nur zu insgesamt sechs Einsätzen. Zur Saison 2011/12 wurde Gauthier von den Augsburger Panthern aus der Deutschen Eishockey Liga (DEL) verpflichtet, für die er in 46 Partien auf dem Eis stand.
Anschließend kehrte der Kalifornier in die Vereinigten Staaten zurück, wo er in der Saison 2012/13 zunächst für die Colorado Eagles in der ECHL auflief, nach kurzer Zeit jedoch zu den Denver Cutthroats in die Central Hockey League (CHL) wechselte. Nach der Spielzeit beendete der 29-Jährige seine aktive Karriere.

### International
Für sein Heimatland spielte Gauthier im Rahmen der World U-17 Hockey Challenge 2001, bei der er mit der U17-Auswahl des US-amerikanischen Eishockeyverbandes USA Hockey die Goldmedaille gewann. In sechs Turnierspielen sammelte der Stürmer sieben Scorerpunkte und hatte damit maßgeblichen Anteil am ersten Erfolg der US-Amerikaner überhaupt bei diesem Wettbewerb.

## Erfolge und Auszeichnungen
| - 2001 BCHL Coastal Most Sportsmanlike Player - 2004 WCHA Third All-Star Team - 2004 NCAA-Division-I-Championship mit der University of Denver - 2005 Broadmoor-Trophy-Gewinn mit der University of Denver | - 2005 NCAA-Division-I-Championship mit der University of Denver - 2005 WCHA Second All-Star Team - 2005 NCAA West Second All-American Team - 2008 Teilnahme am AHL All-Star Classic |

### International
- 2001 Goldmedaille bei der World U-17 Hockey Challenge

## Karrierestatistik

### International
Vertrat die USA bei:
- World U-17 Hockey Challenge 2001

(Legende zur Spielerstatistik: Sp oder GP = absolvierte Spiele; T oder G = erzielte Tore; V oder A = erzielte Assists; Pkt oder Pts = erzielte Scorerpunkte; SM oder PIM = erhaltene Strafminuten; +/− = Plus/Minus-Bilanz; PP = erzielte Überzahltore; SH = erzielte Unterzahltore; GW = erzielte Siegtore; 1 Play-downs/Relegation; Kursiv: Statistik nicht vollständig)